# Neu Gülze
Neu Gülze är en kommun och ort i Landkreis Ludwigslust-Parchim i förbundslandet Mecklenburg-Vorpommern i Tyskland. 
Kommunen har två Ortsteile Neu Gülze och Zahrensdor.
Kommunen ingår i kommunalförbundet Amt Boizenburg-Land tillsammans med kommunerna Bengerstorf, Besitz, Brahlstorf, Dersenow, Gresse, Greven, Nostorf, Schwanheide, Teldau och Tessin bei Boizenburg.